# Mohamed Farayare
Mohamed Farayare – somalijski trener piłkarski.

## Kariera trenerska
W 2010 i od 2013 roku prowadził narodową reprezentację Somalii.